# Сухоненко Дмитро Йосипович
Сухоненко Дмитро Йосипович — Герой Радянського Союзу, командир роти 1116-го стрілецького полку 333-ї стрілецької дивізії 6-ї армії 3-го Українського фронту, лейтенант.

## Біографія
Народився 25 жовтня (7 листопада) 1903 року в місті Миколаєві в сім'ї робітників. Українець. У 20 років закінчив Вищу школу профспілкового руху, курси удосконалення командного складу запасу. Член ВКП(б)/КПРС з 1932 року.
У червні 1941 року призваний до лав РСЧА, цього ж року пройшов курси удосконалення командного складу запасу, і направлений в діючу армію. Воював на 3-му Українському фронті.
26 листопада 1943 лейтенант Д. Й. Сухоненко одним з перших подолав Дніпро в районі села Канівське. Рота захопила плацдарм, відбила кілька контратак противника. Під час бою Дмитра Йосиповича було поранено.
Указом Президії Верховної Ради СРСР від 22 лютого 1944 року за мужність і героїзм, проявлені при форсуванні Дніпра і утриманні плацдарму на його правому березі лейтенанту Дмитру Йосиповичу Сухоненко присвоєно звання Героя Радянського Союзу з врученням ордена Леніна і медалі «Золота Зірка» (№ 2678).
Після закінчення німецько-радянської війни, Дмитро Сухоненко працює військовим комісаром Баштанського райвійськкомату Миколаївській області. З 1949 року капітан Д. І. Сухоненко — в запасі. Працював начальником постачання гідромеліоративної контори в Миколаєві. Помер 2 січня 1954. Похований у місті Миколаїв на Міському некрополі.

## Нагороди
- Орден Леніна
- Медаль Золота Зірка

## Пам'ять
На честь Героя Радянського Союзу Дмитра Сухоненка в Миколаєві встановлена меморіальна дошка.